# Tường Phong
Tường Phong là một xã thuộc huyện Phù Yên, tỉnh Sơn La, Việt Nam.
Xã có diện tích 52,46 km², dân số năm 1999 là 1.774 người, mật độ dân số đạt 34 người/km².